# آيت عرفا (بن صميم)
آيت عرفا هي إحدى مشيخات المملكة المغربية، تتبع جغرافيا لإقليم إفران وإداريًا لبن صميم. يقدر عدد سكانها بـ 3007 نسمة حسب الإحصاء الرسمي للسكان والسكنى لسنة 2004.